# Ouessant
Ouessant (engelsk Ushant;  bretonsk: Eusa, udtalt [ˈøsa]; udtales: [wɛsɑ̃]) er en fransk ø i den sydvestlige ende af Den Engelske Kanal, som markerer det vestligste punkt i metropolområdet Frankrig. Det tilhører Bretagne og, i middelalderlige termer, Léon. Den er en kommune i departementet Finistère. Det er det eneste sted i Bretagne, bortset fra selve Bretagne, med et separat navn på engelsk.

## Geografi
De nærliggende småøer omfatter Île de Keller og Île Cadoran mod nord. Den 200 meter brede kanal mellem Ouessant og Keller kaldes Toull C'heller.
Ouessant markerer en sydlig grænse for Det Keltiske Hav og den sydlige ende til den vestlige Engelske Kanal, den nordlige ende er Isles of Scilly, sydvest for Lands End i Cornwall, England . Ifølge definitioner fra Den Internationale Hydrografiske Organisation ligger øen uden for Den Engelske Kanal og i Det Keltiske Hav.
Øen er en stenet landmasse på højst otte gange tre km. der dækker 15 km2.

## Historie
Ouessant er berømt for sin maritime fortid, både som et fiskersamfund og som et centralt vartegn i adgangen til Kanalen. Det er navngivet i omkvædet af hav-shantyen " Spanske damer ":
```
We'll rant and we'll roar like true British sailors,
```

We'll rant and we'll roar across the salt seas,
Until we strike soundings in the channel of old England,
From Ushant to Scilly 'tis thirty-five leagues.
Der er udkæmpet adskillige søslag mellem den britiske og franske flåde nær Ouessant.
Den 23. juli 1815 betragtede den fangede kejser Napoleon flere timer – ombord på HMS Bellerophon mod sit sidste eksil – Ushant, den sidste del af Frankrig, han ville få at se.
Under Anden Verdenskrig angreb en styrke af britiske kommandosoldater og US Army Rangers med succes en tysk radarinstallation på øen, Slaget ved Ushant.
I marts 1978 strandede olietankeren Amoco Cadiz ved Portsall omkring 31 km fra øen, hvilket førte til stor forurening af Bretagnes kyst.
En standard start- og mållinje for traditionelle jordomsejlinger er mellem Ouessant og Lizard Point. 

## Befolkning
Den eneste landsby på øen er Lambaol (Lampaul), som har borgmesterkontoret, skolen og postkontoret. Folk bor også i de afsidesliggende landsbyer Feuteun Vélen, Frugullou, Pen ar Lan og Porsguen.
Øens normalt bosiddende befolkning er mindre end 1⁄3 af det registrerede i 1901 og 1931 (og fem folketællinger mellem disse år). Øen har 854 (2022) indbyggere.

## Klima
Under Köppen-klimaklassificeringen har Ouessant et oceanisk klima : tempereret, fuldt fugtig, tempereret sommer ( Cfb ), med generelt kølige, regnfulde vintre og tempererede, tørrere somre.

## Kulturelle bånd til Skotland
I 2007 var Ouessant vært for en skotsk bogfestival og skabte efterfølgende deres egen tartan registreret hos Scottish Register of Tartans.

## Transport
Ouessant er forbundet med det franske fastland via luft og hav. Passagerfærger fra selskabet Penn Ar Bed sejler fra Brest og Le Conquet året rundt, og også fra Camaret om sommeren, og stopper ved øen Molène undervejs.  Flyselskabet Finistair flyver fra Brest Bretagne Lufthavn.

## Fauna
Ouessant-får er en sjælden race med oprindelse her. Disse er nordeuropæiske korthalede får, allestedsnærværende i Nordeuropa op til romertiden, men nu kun som overlever nogle få steder. Bortset fra Ouessant, er disse i fjerntliggende øer og bjerge i Storbritannien og Skandinavien og nogle steder omkring Østersøen. Det er en af de mindste racer af tamfår. Den er normalt sort eller mørkebrun (nogle få er hvide), og den holdes nu andre steder i verden som kulturarv. 
Øens isolation har hjulpet med at bevare den europæiske mørke bi (Apis mellifera mellifera), upåvirket af forurening, pesticider og Varroa-parasitter. I resten af Frankrig er de blevet erstattet af Apis mellifera ligustica. Som en bivirkning kan der stadig findes populationer af bilusen, Braula coeca, der andre steder er døde af pesticider, blandt øens bibestand. Foreningen Conservatoire de l'Abeille Noire Bretonne forsøger at bevare og øge antallet af den europæiske mørke bi og har til hensigt at genindføre den i det vestlige Frankrig.
Ouessant og Molène-øgruppen støtter Europas sydligste koloni af gråsæler. De er for det meste ved Point Cadoran, på Ouessant nordkyst, hvor de stærke strømme holder vandtemperaturen under 15 grader Celsius (59 °F), den varmeste, som sælerne kan tåle.